# Galway
Galway (írül: Gaillimh) város Írországban, Connacht tartományban, Galway megye közigazgatási központja. 2020-ban Európa kulturális fővárosa (Fiume mellett).

## Fekvése
Írország nyugati részén, az Atlanti-óceán partján elterülő kikötőváros, a Corrib-folyó torkolatánál.

## Repülőtér
A város közelében van a Galwayi Repülőtér (Galway Airport).

## Története
A középkor óta az Ír-sziget egyik legforgalmasabb és leggazdagabb városa volt szerencsés földrajzi elhelyezkedésének köszönhetően. Az ír O’Flaherty klántól a normann Richard de Burgo foglalta el 1234-ben, de a város polgárai 1396-ra leráztak mindenféle nemesi irányítást és átvették a város igazgatását. Erről királyi oklevél biztosította őket. 1270-től fallal vették körbe a városukat, mivel a környékbeli ír kiskirályok folyamatosan fosztogatták a gazdag kereskedővárost.
A 15. századra a Brit-szigetek leggazdagabb települései közé tartozott, köszönhetően a portugál és spanyol kikötővárosokkal folytatott kereskedelmének. 1473-ban egy tűzvész hatalmas károkat okozott a városban.
Galwayt a középkor folyamán 14 kereskedőfamília irányította („a tizennégy törzs”), ezek közül választottak minden évben új polgármestert. Mindegyik családnak külön temploma volt, melyek közül egyedül a St. Nicholas-templom maradt meg.
A városban kereskedőként, többször megfordult Kolumbusz Kristóf. A helybéliek úgy tartják, hogy a St. Nicholas-templomban imádkozott az első, nyugatra vezető hajóútja előtt, annak sikeréért. Ennek emlékére 1992-ben az ír és az olasz állam egy kis szobrot állított a város kikötőjében.
Az angol polgári forradalom során a monarchia oldalára álló várost Oliver Cromwell ostromolta. A háború elől menekült el Walter Lynch püspök, aki hosszas hányódások után végül győri segédpüspök lett, ő adományozta a győri székesegyházban elhelyezett Könnyező Madonna képet a győri püspökségnek, amely a legenda szerint minden alkalommal könnyezni kezd, amikor Írországot valamilyen veszély fenyegeti.
A forradalom után az angolok a városnak megtiltották a spanyolokkal és portugálokkal való kereskedést, ebbe a település gazdasága majdnem beleroppant, de végül a halászat, a könnyűipar, az oktatás és az idegenforgalom újra fellendítette Galway gazdaságát.
Galway a hetvenes évek óta az ír népzene egyik fellegvára. Három hétig tartó világhírű összművészeti fesztiválját a város július második felében rendezi.

## Látnivalók
- Várostörténeti Múzeum
- Lynch-kastély - az épület a XI. századból származik
- St. Nicholas-templom - 1320-ban épült
- Galway-egyetem - 1846-ban alapították, Viktória királynő látogatásának tiszteletére
- St. Nicholas-katedrális - az 1960-as években fejezték be az építését
- Kennedy Memorial Park - nevével az ír származású amerikai elnök 1963-as látogatására emlékeztet

## Képek

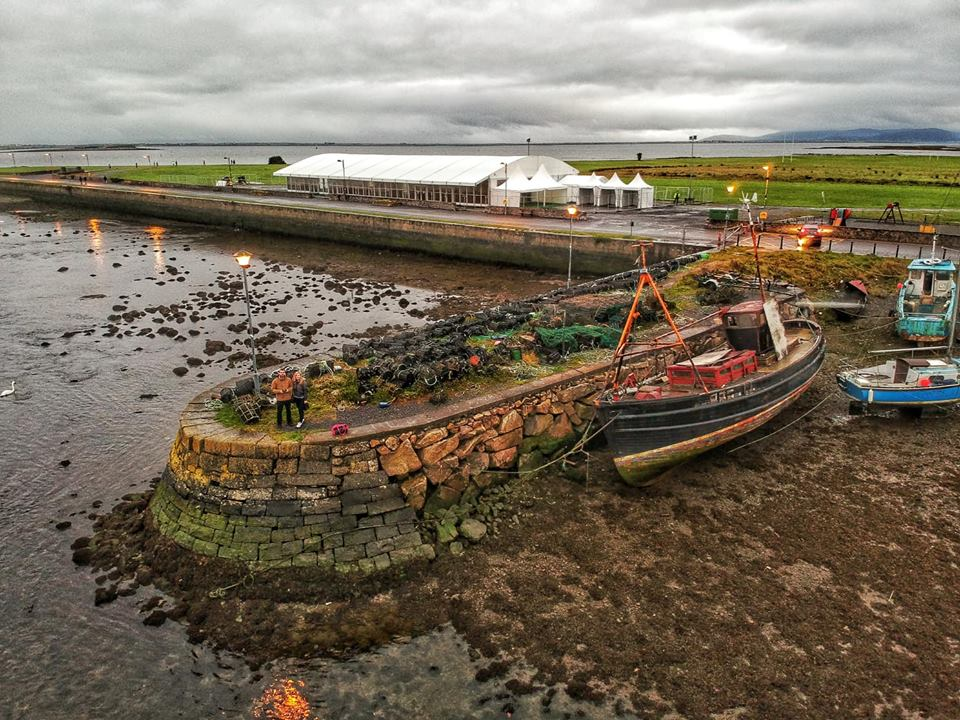
A kikötő részlete apálykor
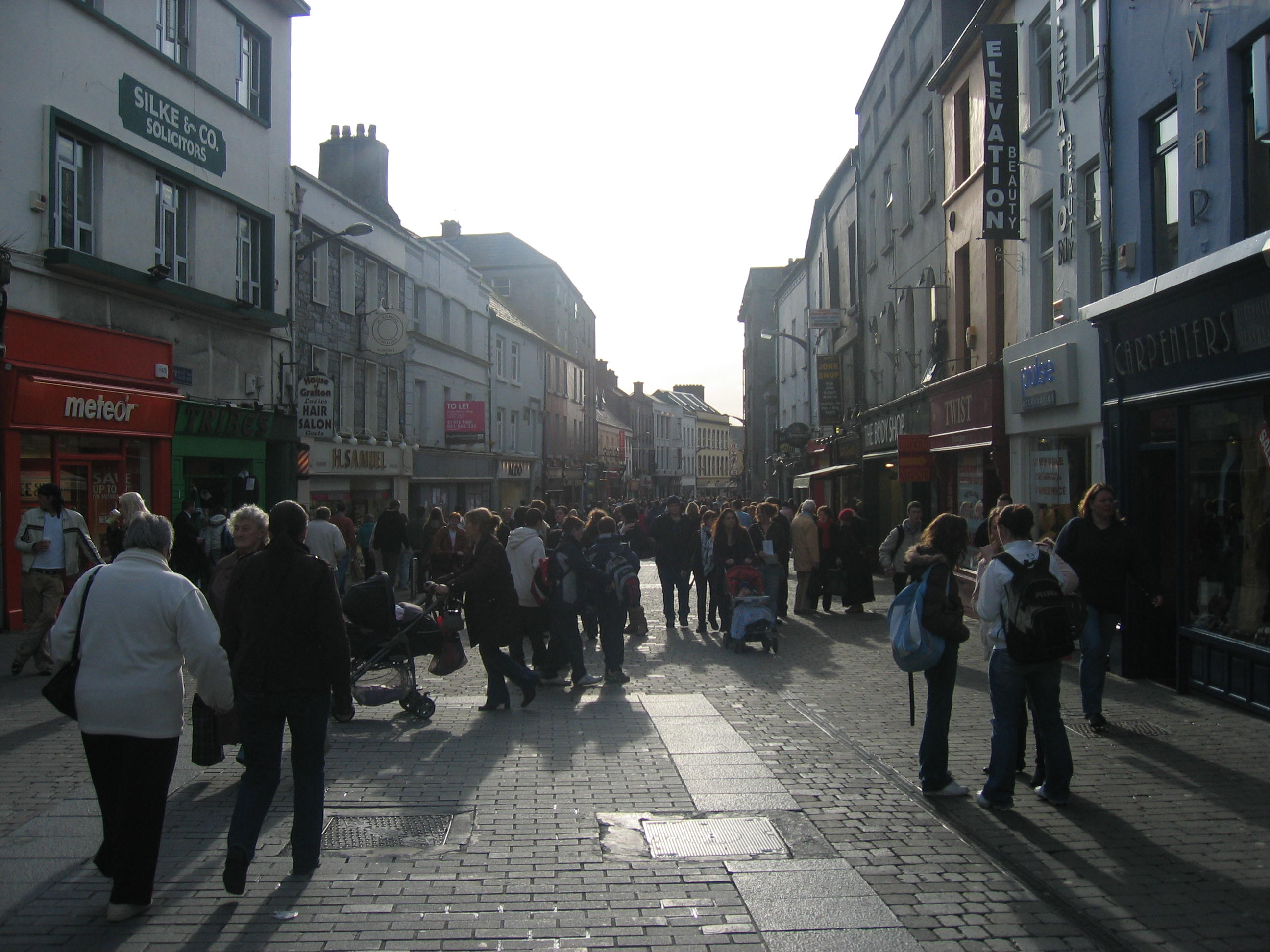
Sétálóutca Galwayben
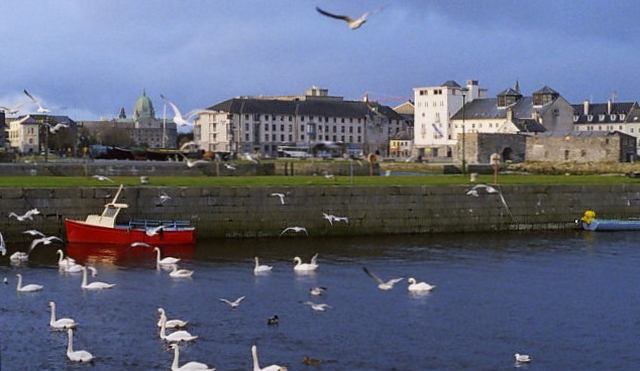
Látkép a városra, előtérben a Corrib-folyó

## Testvérvárosok
- Aalborg
- Bradford
- Cambridge
- Lorient
- Maesteg
- Milwaukee, Wisconsin
- Moncton
- Shandong
- St. Louis
- Seattle
- Waitakere